# Koulhoko
Pour les articles homonymes, voir Koulwoko.
Koulhoko, également orthographié Koulwoko, est une localité située dans le département de Bouroum de la province du Namentenga dans la région Centre-Nord au Burkina Faso. 

## Géographie
Localité constituée de nombreux petits centres d'habitations dispersés, Koulhoko se trouve à environ 13 km au sud-ouest de Bouroum, le chef-lieu du département, et à environ 35 km au nord-ouest de Tougouri.

## Économie
L'économie du village repose sur l'activité agro-pastorale ainsi que le commerce de son marché local.

## Éducation et santé
Koulhoko accueille un centre de santé et de promotion sociale (CSPS) tandis que le centre médical (CM) de la province se trouve à Tougouri.
Le village possède une école primaire publique de trois classes.